# Benetton B190
La Benetton B190 è una vettura da corsa di Formula 1 disegnata da Rory Byrne in collaborazione con il direttore tecnico della scuderia Benetton John Barnard. 
La B190 è stata usata dalla Benetton nella stagione di Formula 1 1990.
Impiegava un motore V8 Ford Cosworth HBA4 e montava pneumatici Goodyear.

## Carriera agonistica
La Benetton B190 fece il suo esordio nella terza gara della stagione a Imola dove raccolse subito un buon 3º posto con Nannini e un 5º con Piquet; nelle 11 gare successive la monoposto riuscì a marcare punti con una certa regolarità riuscendo a salire altre quattro volte sul podio: Piquet giunse 2º in Canada e 3º in Ungheria, mentre Nannini, oltre a sfiorare il podio all'Hungaroring (dove venne eliminato da un contatto con la McLaren di Senna, mentre i due lottavano per la seconda piazza) arrivò 2º in Germania, dove rimase anche al comando per diversi giri, e 3º in Spagna dove disputò la sua ultima gara prima di infortunarsi in un incidente con l'elicottero, venendo sostituito per gli ultimi due GP dal brasiliano Roberto Moreno.
E proprio negli ultimi due appuntamenti stagionali di Giappone e Australia, Piquet riuscì a conquistare due importanti vittorie che permisero al pilota brasiliano e alla scuderia anglo-trevigiana di piazzarsi in 3ª posizione nelle rispettive classifiche.
A Suzuka inoltre, grazie al secondo posto di Moreno, il team centrò anche la prima doppietta della sua storia.
Una versione aggiornata della monoposto, denominata B190b, venne impiegata anche nelle prime due gare del campionato 1991: la vettura fu equipaggiata questa volta con pneumatici Pirelli e adottò la nuova livrea gialla-verde-blu legata ai nuovi sponsor.
Raccolse un altro buon 3º posto nella gara inaugurale di Phoenix, sempre con Piquet che giunse poi 5º nel successivo GP a Interlagos.
A partire dal GP di San Marino le subentrò la B191.